# Équipe de Cuba féminine de basket-ball
Maillots
L’équipe de Cuba de basket-ball féminin est la sélection des meilleures joueuses cubaines. Elle est placée sous l’égide de la Fédération cubaine de basket-ball.

## Palmarès
- Médaille de bronze au Championnat du monde :  1990

## Parcours en compétitions internationales

### Parcours aux Jeux olympiques
Voici le parcours de l'équipe de Cuba aux Jeux olympiques
- 1976 : Non qualifiée
- 1980 : 5e
- 1984 : ??
- 1988 : ??
- 1992 : 4e
- 1996 : 6e
- 2000 : 9e
- 2004 : Non qualifiée
- 2008 : -
- 2012 : ?
- 2016 : Non qualifiée

### Parcours en Championnat du monde
Voici le parcours de l'équipe de Cuba en Championnat du monde
- 1953 : 10e
- 1957 : 12e
- 1959 : Non qualifiée
- 1964 : Non qualifiée
- 1967 : Non qualifiée
- 1971 : 7e
- 1975 : Non qualifiée
- 1979 : Non qualifiée
- 1983 : 10e
- 1986 : 6e
- 1990 :  3e
- 1994 : 6e
- 1998 : 7e
- 2002 : 9e
- 2006 : 11e
- 2010 : Non qualifiée
- 2014 : 11e

## Effectif 2016
Sélection au tournoi préolympique de basket-ball féminin 2016:
| Numéro | Joueuse                  | Poste | Naissance          | Taille | Club(s) 2015-2016 |
| ------ | ------------------------ | ----- | ------------------ | ------ | ----------------- |
| 4      | Fransy OChoa             | 3     | 13 septembre 1990  | 1,80 m | Sancti Spíritus   |
| 5      | Ineidis Casanova         | 2     | 13 octobre 1988    | 1,70 m | Santiago de Cuba  |
| 6      | Anisleidy Galindo        | 3     | 21 septembre 1989  | 1,80 m | Pinar del Río     |
| 7      | Oyanaisy Gelis           | 2     | 21 octobre 1983    | 1,75 m | Santiago de Cuba  |
| 8      | Arlenys Romero           | 2     | 7 février 1984     | 1,76 m | Pinar del Río     |
| 9      | Lisdeyvi Martinez Valdes | 2     | 23 septembre 1988  | 1,75 m | Capitalinas       |
| 10     | Arlety Povea Chacon      | 5     | 7 octobre 1984     | 1,82 m | Pinar del Río     |
| 11     | Marlen Cepeda            | 5     | 27 octobre 1985    | 1,85 m | Sancti Spiritus   |
| 12     | Clenia Noblet            | 4     | 6 mai 1987         | 1,85 m | Guantánamo        |
| 13     | Edith Thompson           | 3     | 21 décembre 1990   | 1,82 m | Capitalinas       |
| 14     | Leidys Oquendo           | 2     | 23 juillet 1982    | 1,78 m | Camaguey          |
| 15     | Suchitel Avila           | 3     | 1er septembre 1982 | 1,80 m | Capitalinas       |

Entraîneur :  Alberto Zabala
Assistants : Eduardo Moya

## Effectif 2014
| Numéro | Joueuse           | Poste | Naissance          | Taille | Club(s) 2013-2014 |
| ------ | ----------------- | ----- | ------------------ | ------ | ----------------- |
| 4      | Fransy Ochoa      | 3     | 13 septembre 1990  | 1,80 m | Villa Clara       |
| 5      | Ineidis Casanova  | 1     | 13 octobre 1988    | 1,70 m | Santiago de Cuba  |
| 6      | Anisleidy Galindo | 2     | 21 septembre 1989  | 1,80 m | Pinar del Río     |
| 7      | Oyanaisis Gelis   | 1     | 21 octobre 1983    | 1,75 m | Santiago de Cuba  |
| 8      | Arlenys Romero    | 1     | 7 février 1984     | 1,76 m | Pinar del Río     |
| 9      | Yamara Amargo     | 1     | 28 juin 1985       | 1,78 m | Sancti Spíritus   |
| 10     | Arlety Povea      | 4     | 7 octobre 1984     | 1,82 m | Pinar del Río     |
| 11     | Marlen Cepeda     | 5     | 27 octobre 1985    | 1,85 m | Sancti Spíritus   |
| 12     | Clenia Noblet     | 5     | 6 mai 1987         | 1,81 m | Guantánamo        |
| 13     | Tamiy Fernández   | 3     | 29 juillet 1982    | 1,82 m | Pinar del Río     |
| 14     | Leidys Oquendo    | 2     | 23 juillet 1982    | 1,78 m | Camagüey          |
| 15     | Suchitel Ávila    | 3     | 1er septembre 1982 | 1,80 m | Capitalinas       |